# Хоругва Царичанки
Хоругва Царичанки — муніципальний прапор смт Царичанка, затверджений рішенням Царичанської селищної ради № 332-16/XXIV 31 березня 2004 року разом із гербом селища.
Автори А. М. Білокінь, Ю. М. Кисличний, Г. І. Коваленко. Художники І. Ю. Красюк, Р. М. Коваленко.

## Опис
Квадратне полотнище, розділене горизонтально навпіл ламаною золотою лінією (завширшки 1/20 сторони хоругви) з вузькою чорною смугою посередині. Верхня частина синя, нижня червона.
Оскільки в офіційному обґрунтуванні зазначено: «Кольори хоругви повторюють кольори герба», нижня частина відповідно до герба має бути також малиновою.
Чорна смужка включена до офіційного опису недоцільно, бо промальована художником нічого не символізуючи, отже не має згадуватися у вексілологічному блазонуванні.

## Значення
Золота смужка має форму в плані земляного редуту, нагадуючи, що Царичанка була ретраншементованим містечком, згодом фортецею Української лінії.
Синій колір символізує надію на добробут, краще життя, чисте небо, річку Оріль, мінеральну воду «Царичанська».
Червоний колір символізує кров борців за Україну. Малиновий є кольором хоругви запорозького козацтва.

## Джерело
- Геральдика Дніпропетровщини. Офіційні символи територіальних та муніципальних утворень: [Історичні нариси]. — Д.: Арт-Прес, 2012. с. 165 − 192 с. iSBN 978-966-348-279-8